# Vườn quốc gia Hinchinbrook Island
Vườn quốc gia Hinchinbrook Island là một vườn quốc gia ở Queensland, Úc.
Vườn Quốc gia Đảo Hinchinbrook nằm dọc theo bờ biển Cassowary Queensland, Úc. Thành phố gần thủ đô nhất là Brisbane khoảng 1240 km về phía Nam. Cardwell cách thành phố Townsville hai giờ lái xe là thành phố gần nhất của thành phố Bắc Queensland. Thành phố Cairns thuộc thành phố Far North Queensland của bang Cardwell có hai tiếng rưỡi lái xe về phía Bắc. Các đặc điểm địa lý chính trong công viên là đảo Hinchinbrook gồ ghề, bao gồm cả núi Bowen.
Vườn quốc gia Đảo Hinchinbrook gồm có diện tích 393 km² của đảo Hinchinbrook, là vườn quốc gia lớn nhất của Úc. Hòn đảo lục địa có nội thất miền núi cung cấp nhiều nơi ẩn náu cho các loài đặc hữu và nguy cấp.